# Осећање више вредности
Осећање више вредности је у индивидуалној психологији, осећање личне моћи и надмоћи у односу на већину људи из своје околине, често без оправданих разлога. Осећање више вредности испољава се као доживљај себе као изузетне личности, која је по свим својим способностима изнад других људи и зато, разумљиво, треба њима и да господари. По правилу, веома снажно осећање више вредности које једна особа непрестано и наглашено манифестује указује да она има комплекс више вредности испод којег се скрива комплекс ниже вредности.